# Premio Lápiz de Acero
El Premio Lápiz de Acero es el reconocimiento más importante al diseño colombiano.  Es una convocatoria anual abierta que destaca los mejores proyectos nacionales o internacionales de diseño y arquitectura con intervención de colombianos en su creación. en los primeros años y hasta 2014 los resultados eran publicados en la edición especial de nominados de la Revista proyectodiseño, un documento que registra el estado del diseño y la arquitectura en Colombia. Así mismo, es un aporte a la construcción como referencia histórica sobre la evolución y tendencias que protagonizan el diseño en Colombia.
El Premio Lápiz de Acero es organizado por una fundación con el mismo nombre ubicada en Bogotá, Colombia.

## Historia
En 1996 la revista colombiana de diseño y arquitectura Revista proyectodiseño (fundada en 1995) presentó en un artículo una muestra de proyectos que daban cuenta del estado del diseño en Colombia en ese momento. Con 45 productos presentados la organización decidió crear un estímulo al trabajo en inversión en diseño que hacían las empresas y los estudios de diseño. 
A finales del año siguiente se hizo una convocatoria formal de Premio Proyecto Diseño. Así, en 1998 se llevó a cabo la primera edición del premio que contó con 115 proyectos participantes en 15 categorías diferentes. El jurado estuvo conformado por: Adriana Wolff, Pablo Abril, Dicken Castro, Massimo Manzoni, Francisco Mejía, Mauricio Olarte Ochoa y Fernando Correa Muñoz. El evento de premiación se realizó en el Museo Leopoldo Rother de la Universidad Nacional de Bogotá. Los ganadores fueron presentados en la Revista Proyectodiseño #9.  
En pocos años el Premio Lápiz de Acero se convirtió en un referente fundamental de la excelencia y evolución del diseño colombiano, además de generar visibilidad de estudios e industrias. Generó un punto de encuentro que ha fortalecido la identidad local de diseño.  
En 2000 se hizo un segundo rediseño del trofeo del premio, que se ha constituido en todo un icono local y que se mantiene en la actualidad. El responsable de ese diseño fue CD&I Associates. Las dos primeras versiones del trofeo (1998 y 1999) fueron diseñadas por Andrés Aitken.  
En 2001 se empiezan a entregar los sellos de nominados y ganadores a los autores de los proyectos seleccionados. Ese año se incorporaron a la convocatoria las categorías Diseño Arquitectónico e Internet.  
Hasta 2002 los jurados invitados seleccionaban los ganadores. En 2003 se creó CoPLA (Colegio de jurados del Premio Lápiz de Acero) conformado por todos los jurados de años anteriores y los directores de diseño de todos los proyectos ganadores. Su función es elegir los ganadores de cada categoría por votación. CoPLA está compuesto por cinco capítulos: Producto, Vestuario, Digital, Gráfica y Espacio. Este año se entregó por primera vez el Premio Lápiz de Acero Vida & Obra, se le otorgó al reconocido arquitecto y diseñador gráfico Dicken Castro. Este premio se celebró cada dos años, actualmente se entrega anualmente.  
En 2004 se creó el Premio Lápiz de Acero Azul que se otorga al mejor proyecto del año. Compiten los ganadores de todas las categorías. Inicialmente lo votaban los lectores de la Revista proyectodiseño, actualmente lo hace CoPLA. El primer ganador de este galardón fue el Conjunto Parque de los Deseos en Medellín, diseño de Uribe de Bedout Felipe-Arquitectos para Fundación EEPPM. Ese año en el evento de premiación la cantante Silvia O interpretó en vivo tres canciones de su último disco.   
En 2014 se creó el Premio Lápiz de Acero Verde que se otorga al mejor proyecto en aspectos ambientales. Compiten por este premio todos los proyectos nominados. El ganador en este primer año fue la estufa EcoZoom Jet, diseño de Diana Sierra para EcoZoom en Oregon, USA.
En 2017, después de cumplir la edición veinte de la convocatoria, el Premio tuvo una pausa forzosa debida a la desaparición de la Revista proyectodiseño debido a la crisis de las publicaciones impresas de aquellos años.  
En 2023 y bajo una gran expectativa el premio volvió al escenario convocando proyectos desarrollados entre 2017 y 2022 y bajo la organización de una nueva entidad: la Fundación Lápiz de Acero que tiene como misión impulsar el mejoramiento de la calidad de la vida a través del diseño, cooperando con las personas, las comunidades, las empresas y las entidades de gobierno a través de proyectos como el premio, la divulgación de contenidos y la recuperación, conservación y divulgación del patrimonio de diseño colombiano. Este año se entregó por primera vez el Premio Lápiz de Acero Amarillo al mejor proyecto del año relacionado con aspectos sociales, inclusión o temas de paz. Son candidatos para este premio todos los proyectos nominados del año.  
En 2024 se creó una nueva división: El Premio Lápiz de Acero NT (Nuevos Talentos) para proyectos no lanzados al mercado con las mismas categorías del premio profesional. También se entregó por primera vez el Premio Lápiz de Acero NT Escuela del Año que fue otorgado al Programa de Diseño de la Universidad de los Andes de Bogotá. Se abrieron las categorías Ilustración y Fotografía aplicada a diseño.  
En 2025 la categoría Espacio Interior se dividió en tres: Espacio Interior Comercial, Residencial y Público.  

### Convocatorias y sus eslóganes
- Premio Proyecto Diseño 1998
- II PLA 1999
- III PLA 2000
- IV PLA 2001
- V PLA 2002
- VI PLA 2003
- VII PLA 2004
- VIII PLA 2005
- IX PLA 2006
- X PLA 2007
- XI PLA 2008 - Dile XI al PLA
- XII PLA 2009 - La hora del diseño
- XIII PLA 2010 - La revelación del diseño
- XIV PLA 2011 - Ventana del diseño
- XV PLA 2012 - Profetas en su tierra
- XVI PLA 2013 - Excelencia: una causa nacional
- XVII PLA 2014 - República del diseño
- XVIII PLA 2015 - Diseño palabra mayor
- XIX PLA 2016
- XX PLA 2017
- XXI PLA 2023 - El diseño está cerca (eslogan oficial a partir de este año).
- XXII PLA 2024
- XXIII PLA 2025

## Áreas
El Premio Lápiz de Acero está conformado por cinco áreas, que a su vez están constituidas por categorías. Hoy día existen 35 categorías, su cantidad y definición es mucho más flexible comparativamente con los primeros años. Tanto el Lápiz de Acero profesional como el Lápiz de Acero NT (Nuevos Talentos) tienen las mismas categorías.

### Área Producto
- Diseño de Producto: Utensilios, accesorios, equipo deportivo, científico, medios de transporte, lámparas, sistemas de productos, similares. De producción industrial o no.
- Mobiliario: Sillas, mesas, muebles, sistemas de oficina, mobiliario urbano.
- Producto Artesanal: Productos con alta connotación cultural desarrollados con materias primas locales o con base en habilidades tradicionales.
- Empaque Estructural: Sistema de empaque para productos de consumo, industriales o institucionales.
- POP: Sistemas o elementos para la promoción de productos y servicios en el punto de venta.
- Diseño de Servicios: Acciones de diseño que logran que un servicio existente o nuevo sea útil, adecuado en la interacción, eficiente y deseable.
- Material: Creación de materiales, colores y acabados o revestimientos para aplicación en productos o espacios.

### Área Vestuario
- Joyería: Joyas y alhajas en metales, piedras preciosas, semipreciosas, perlas y/o otros.
- Moda: Colecciones, prendas de vestir; tanto «ready to wear» como alta costura para todo tipo de segmentos de mercado y uso.
- Accesorio de Vestuario: Sombreros, gafas, calzado, complementos.

### Área Digital
- Sitio Web: Presentación de contenidos en sitios condicionados por un hosting y con una URL.
- Aplicación: Herramientas de software instaladas en cualquier dispositivo físico: celulares, tabletas, computadores, reproductores, etc.
- Interfaz: Sistemas de pantalla u otros que permiten la interacción de usuarios con contenidos o experiencias.
- Videojuego: Juegos de video desarrollados para cualquier tipo de plataforma como celulares, tabletas, computadores o videoconsolas.
- Animación: Secuencia de fotogramas con argumento narrativo representada en 2D o 3D, manipulada y editada por computador con técnicas cuadro a cuadro, stop motion, vectorial o 3D. Comerciales y no comerciales.
- Mundo Virtual: Proyectos basados en realidad virtual, realidad aumentada o realidad mixta. Hologramas.

### Área Gráfica
- Tipografía: Creaciones tipográficas: familias tipográficas completas, tipografías creadas para usos limitados en marcas, afiches, etc.
- Identidad Visual: Representación visual de marcas en donde se incluyen logotipos, símbolos y demás aplicaciones complementarias.
- Etiqueta: Marcas de productos, gráficas de empaques incluidas cubiertas de discos y rótulos.
- Gráfica Espacial: Gráfica de exposiciones, señalética, aplicación de marca en espacios.
- Editorial: Libros, revistas, periódicos.
- Cartel: Afiches, pósteres.
- Impreso: Plegables, calendarios, invitaciones, informes anuales, piezas especiales, etc.
- Fotografía: Fotografía aplicada a proyectos de diseño.
- Ilustración: Ilustración aplicada a proyectos de diseño.
- Infografía: Representación 2D de información.
- Publicidad: Gráfica de campañas y anuncios publicitarios. Análoga, digital, mixta, redes sociales. Desde grandes marcas hasta negocios pequeños
- Publicidad Alternativa: Publicidad en exteriores, sitios alternativos, mercadeo directo, estrategias comerciales, otras formas no convencionales de publicidad. Análoga, digital o mixta.

### Área Espacio
- Diseño Arquitectónico: Edificaciones de pequeña, mediana o gran escala, incluyendo proyectos de vivienda.
- Intervención en Patrimonio: Recuperación de edificios de valor patrimonial o cultural.
- Espacio Interior Comercial: Espacios de trabajos (oficinas,bancos), hospitalidad (restaurantes,cafés, spas, hotel)
- Espacio Interior Residencial: Casa, apartamento, salas, cocinas.
- Espacio Interior Público: Clínicas, colegios, bibliotecas, museos, universidades.
- Espacio Público: Parques, plazas, alamedas.
- Espacio Efímero: Pabellones, stands para ferias, showrooms, galerías, espacios intervenidos o creados para actividades de duración limitada.

## Premios Especiales

### Lápiz de Acero Azul
Los jurados del premio destacan uno de los proyectos nominados a cada edición y le otorgan el Lápiz de Acero Azul como reconocimiento al mejor proyecto del año. Se selecciona entre los ganadores de todas las categorías.

### Lápiz de Acero Verde
El Premio Lápiz de Acero Verde se entregó por primera vez en el año 2014, como una forma de reconocer las innovaciones amigables con la naturaleza.

### Lápiz de Acero Amarillo
Este premio se entrega al proyecto más destacado del año en aspectos sociales, de inclusión y/o paz. Son candidatos todos los proyectos nominados del año. Se entrega desde 2023.

### Lápiz de Acero Vida y Obra
El Premio Lápiz de Acero Vida y Obra se entrega a un arquitecto o diseñador que, por su importancia y participación durante la historia del diseño y la arquitectura del país, se haya convertido en un punto de referencia en el tema. El premio se entregó cada dos años hasta la edición de 2013, cuando se decidió entregar el galardón anualmente. 
- 2003 Dicken Castro Duque
- 2005 Jaime Gutiérrez Lega
- 2007 Rogelio Salmona Mordols
- 2009 Horst Damme Passek
- 2011 Germán Samper Gnecco
- 2013 Benjamín Villegas Jiménez
- 2014 Fernando Correa Muñoz
- 2023 Nuria Carulla Fornaguera
- 2024 Marta Granados
- 2025 Rómulo Polo Flórez

## Proceso de evaluación

### Primera ronda
Los proyectos postulados al premio Lápiz de Acero serán evaluados por cinco grupos de jurados especialistas según el área. En esta ronda se escogen hasta cinco proyectos nominados por cada una de las categorías.

### Segunda ronda
1. Con los proyectos nominados, los miembros de CoPLA votarán de forma individual por cada categoría.
2. El proyecto que más votos obtenga ganará el Lápiz de Acero en cada categoría.
3. En caso de existir un empate, los jurados de la primera ronda escogerán el ganador.

El ganador de Concepto de Diseño es definido por la Revista proyectodiseño con base en los preseleccionados por los jurados.

### Tercera ronda
En esta ronda se escogen los ganadores de los premios especiales. Con base en los nominados de cada categoría, CoPLA nominará un proyecto para cada una de estas distinciones. De estos finalistas, la Revista proyectodiseño escogerá el ganador del Lápiz de Acero Azul, galardón que se otorga al mejor proyecto del año y Lápiz de Acero Verde al proyecto sostenible.

### Criterios de Evaluación
- Identidad: Coherencia del concepto del proyecto con el resultado.
- Calidad: Compromiso con la búsqueda de la perfección.
- Armonía: Proporción y concordancia adecuada a nivel estético, de uso y ambiental.
- Funcionalidad: Eficiencia en el cumplimiento de la tarea para la que fue creado.
- Innovación: Capacidad de romper paradigmas (cambio).
- Sexto elemento: Criterio subjetivo que sinergiza el resultado final.
- Trascendencia

## Colegio de Jurados Lápiz de Acero
El Colegio de Jurados del Premio Lápiz de Acero -CoPLA -, es el equipo de profesionales que año tras año tienen la responsabilidad de seleccionar, entre los proyectos nominados, los trabajos ganadores en cada una de las categorías del Premio Lápiz de Acero; también se encargan de elegir el mejor proyecto del año, que es galardonado con el Premio Lápiz de Acero Azul.
Estos jurados cuentan con la autoridad para juzgar y seleccionar los proyectos ganadores teniendo en cuenta que, a través de su experiencia profesional y su participación en el Premio, conocen el nivel que deben alcanzar los trabajos merecedores del galardón.
CoPLA está integrado por los directores de los proyectos ganadores en las diferentes categorías del Premio, y por los jurados de primera ronda, quienes seleccionan  y nominan, entre los proyectos participantes, los mejores proyectos.